# CACIB

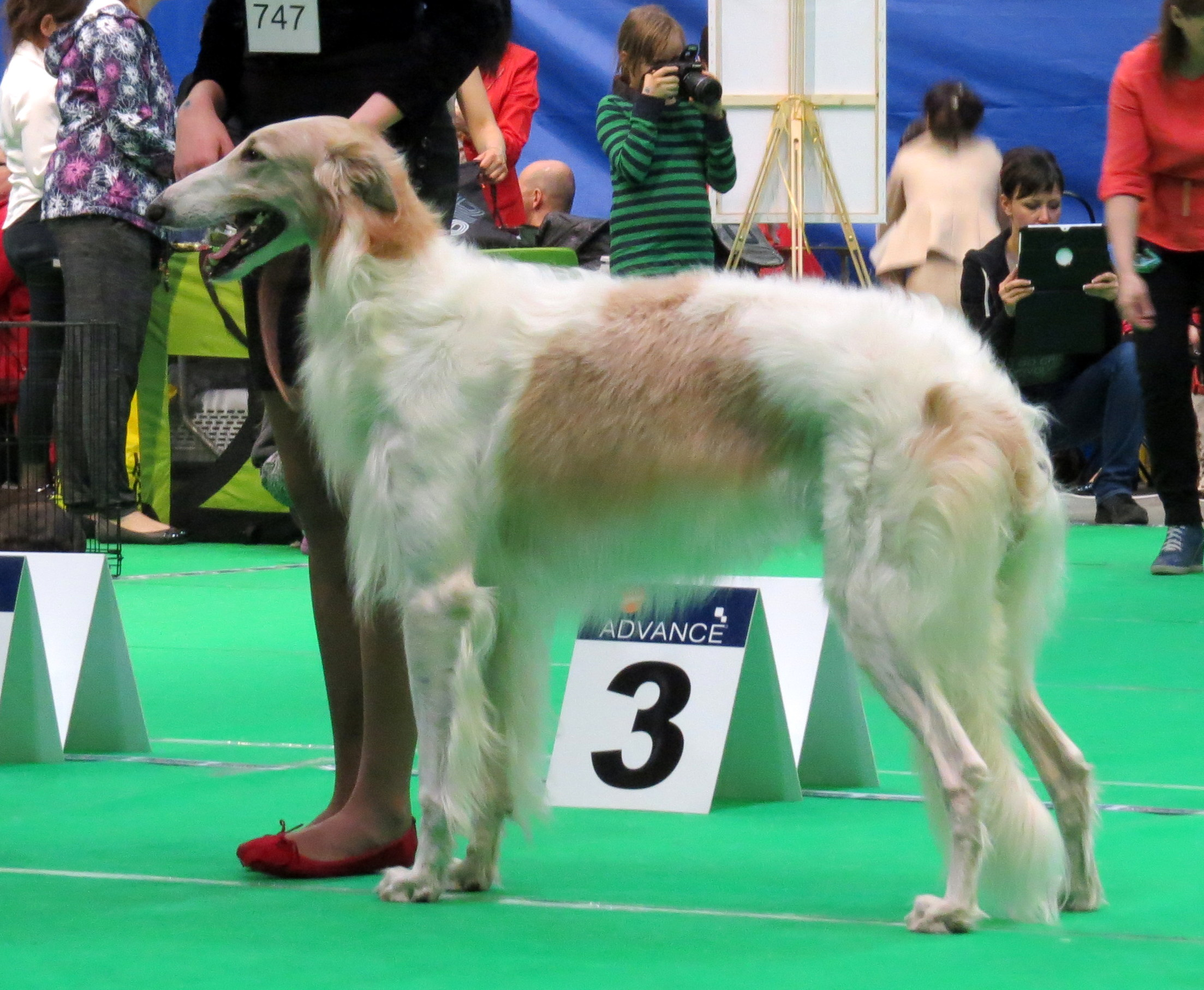
Barzoj oceněný CACIB

CACIB (zkratka francouzského Certificat d'Aptitude au Championnat International de Beauté) je titul udělovaný psům na mezinárodních výstavách psů. Jedná se o čekatelství titulu mezinárodní šampion - C.I.B. (pro plemena bez povinné pracovní zkoušky) nebo C.I.E. (pro plemena s povinnou pracovní zkouškou).

## Podmínky udělení
Pro plemena bez povinné pracovní zkoušky je nutné získat:
- 4 tituly CACIB
- v minimálně 3 různých zemích
- od minimálně 3 různých rozhodčích
- v průběhu více než 1 roku

Pro plemena s povinnou pracovní zkouškou je nutné získat:
- 2 tituly CACIB
- v minimálně 2 různých zemích
- od minimálně 2 různých rozhodčích
- v průběhu více než 1 roku